# Ketscher Rheininsel
Koordinaten: 49° 22′ 21″ N, 8° 30′ 48″ O
Die Ketscher Rheininsel ist ein Naturschutzgebiet bei Ketsch, einer Gemeinde im Rhein-Neckar-Kreis in Baden-Württemberg.
Das rechtsrheinisch gegenüber Otterstadt bei Speyer gelegene Gebiet mit der NSG-Nr. 2.013 ist 490,0 ha groß und liegt westlich des Kernbereichs von Ketsch. Es steht seit dem 11. April 1950 (= Datum der Verordnung) unter Naturschutz. Ehemals linksrheinisch der Gemarkung der besagten Gemeinde Otterstadt zugehörig, entstand die Insel erst in Folge der Rheinbegradigung nach Tulla und bildet einen Teil des Rheinauenwaldes. Längere Zeit zählte sie dann – nach ihrer Entstehung und dem Übergang zu Baden bis zur Eingemeindung nach Ketsch 1931 – als Teil der gemeindefreien Fläche „Rheinwald“. Am 23. Dezember 1983 wurde das Schutzgebiet erweitert; es hat jetzt eine Größe von 490 ha.

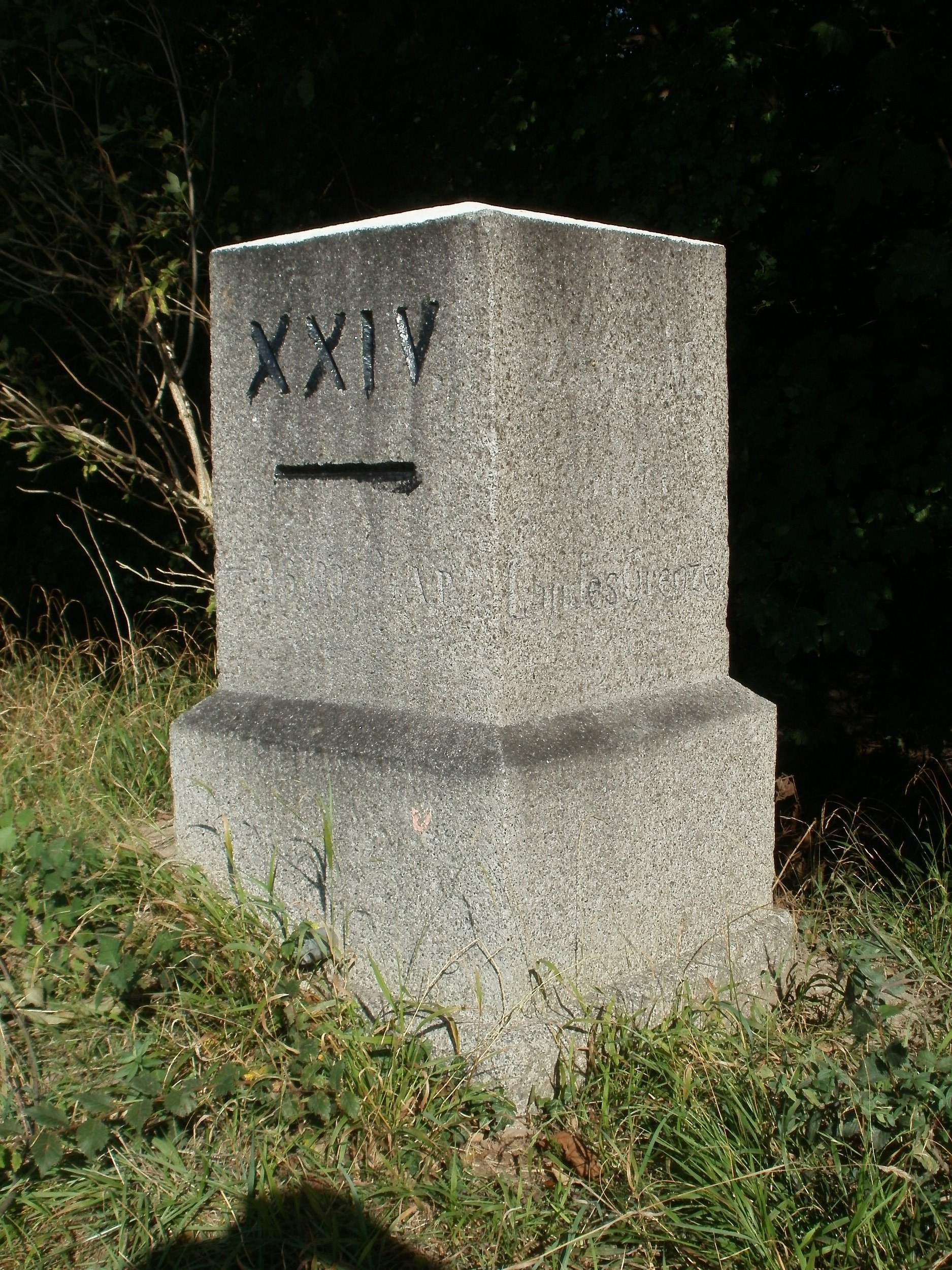
Myriameterstein im NSG Ketscher Rheininsel

Im Gebiet befindet sich beim Rhein-Kilometer 406,5 eine Vermessungsmarke, ein sogenannter Myriameterstein.

## Vegetation
Heute wird die Ketscher Rheininsel nur noch bei extremen Hochwassern ganz überflutet. Trotzdem findet man hier noch die typische Zonierung in Weichholzaue und Hartholzaue, allerdings mit Entwicklungstendenz zu trockeneren Laubholzwäldern im höherliegenden Inneren der Insel. In der Weichholzaue gedeihen Purpur-Weide (Salix purpurea) und Korb-Weide (Salix viminalis), dazu Gelbe Schwertlilie (Iris pseudacorus), Schilf (Phragmites australis) und die Steife Segge (Carex elata). Die Silber-Weide (Salix alba) kann sich hier kaum noch verjüngen. Der überwiegende Teil der Insel wird von Ulmen-Hainbuchenwäldern mit Hainbuche (Carpinus betulus), Feld-Ulme (Ulmus minor) und Stiel-Eiche (Quercus robur) eingenommen. Das urwaldartige Waldbild wird durch die Lianen und Ranken der Waldrebe (Clematis vitalba) und des Hopfens (Humulus lupulus) noch verstärkt. Zur Krautschicht gehören das Nickende Perlgras (Melica nutans), Wald-Zwenke (Brachypodium sylvaticum), Einbeere (Paris quadrifolia) und Wald-Segge (Carex sylvatica). Auf kleineren Rodungsflächen legten die Bauern vermutlich schon im Mittelalter Wiesen, Äcker und Viehweiden an. Heute sind es nur noch Wiesen von der feuchten Pfeifengras-Wiese bis zu trockeneren Salbei-Glatthaferwiesen. Ein Kiesrücken ist so hoch, dass er von Hochwasser nicht erreicht wird. Der Boden ist hier nährstoffarm, sodass sich dort ein Halbtrockenrasen entwickeln konnte.

## Flora und Fauna
Auf der Ketscher Rheininsel befindet sich heute der größte Bestand Deutschlands der vom Aussterben bedrohten Wilden Weinrebe (Vitis vinifera subsp. sylvestris). Nachdem es im ganzen Oberrheintal vor etwa 100 Jahren noch Tausende von Exemplaren gab, sind es 1992 nur noch 30 bis 40 Exemplare insgesamt. Außer veränderter Grundwasserverhältnisse ist es besonders die geänderte Waldbewirtschaftung, die vor allem ab 1900 viele Wildreben vernichtet hat. Durch das Absägen absterbender Ulmen und das Abschneiden der Wildrebenstämme sind in Ketsch viele Wildreben vernichtet worden.
Bemerkenswert neben der Wildrebe ist das Vorkommen von Wiesen-Arzneibaldrian (Valeriana pratensis), diverser Orchideen (Cephalanthera damasonium, Neottia nidus-avis, Orchis ustulata und Orchis militaris), Einbeere, Gewöhnliche Natternzunge, Kanten-Lauch (Allium angulosum) und Wiesen-Alant (Inula britannica).
Die Tierwelt naturnaher Auenbiotope ist sehr reich. Es wurden hier über 500 Arten dokumentiert, von denen über 100 selten oder gefährdet sind.

## Bilder der auf der Ketscher Rheininsel vorkommenden Pflanzen

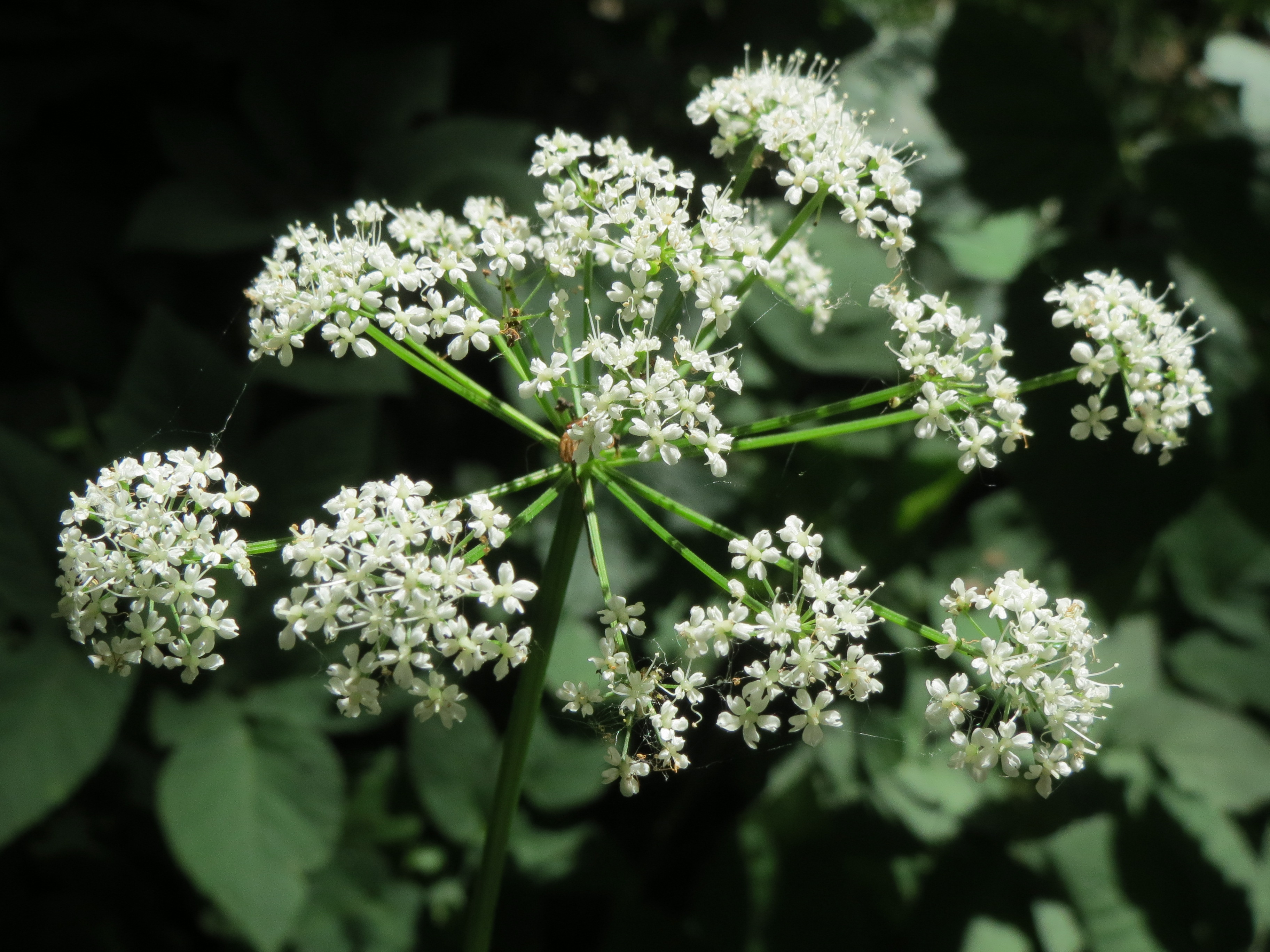
Aegopodium podagraria
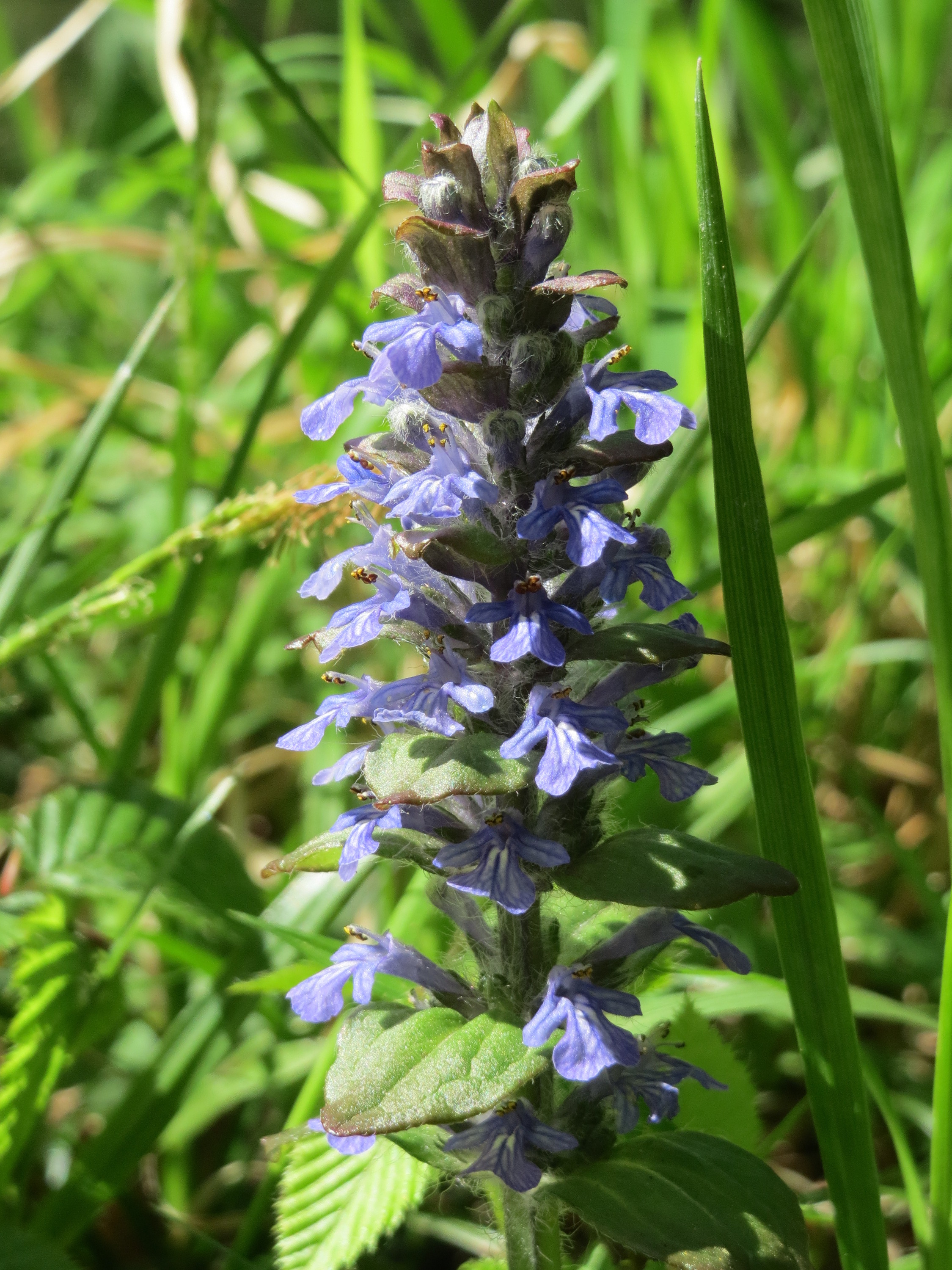
Ajuga reptans
Alliaria petiolata
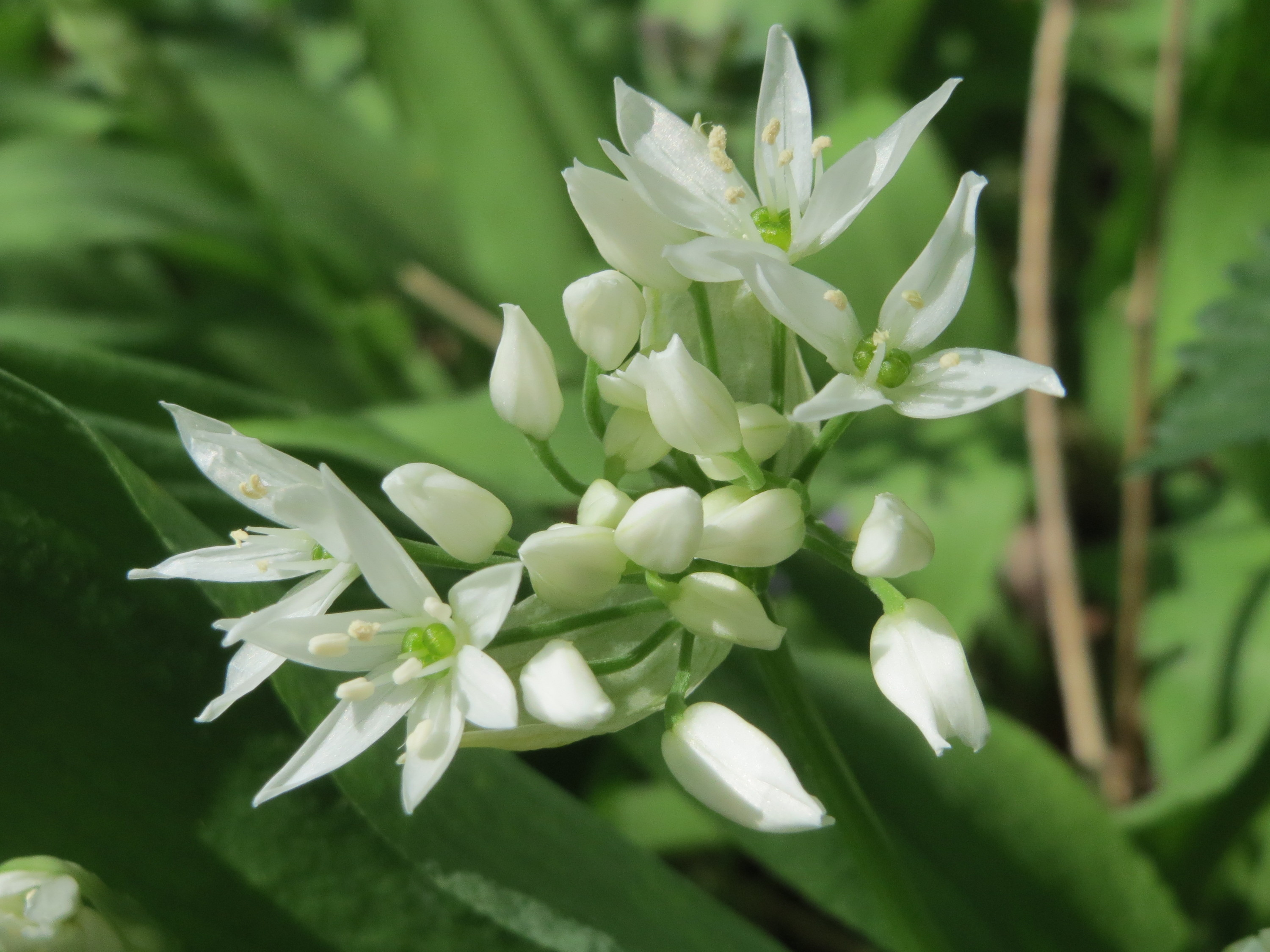
Allium ursinum
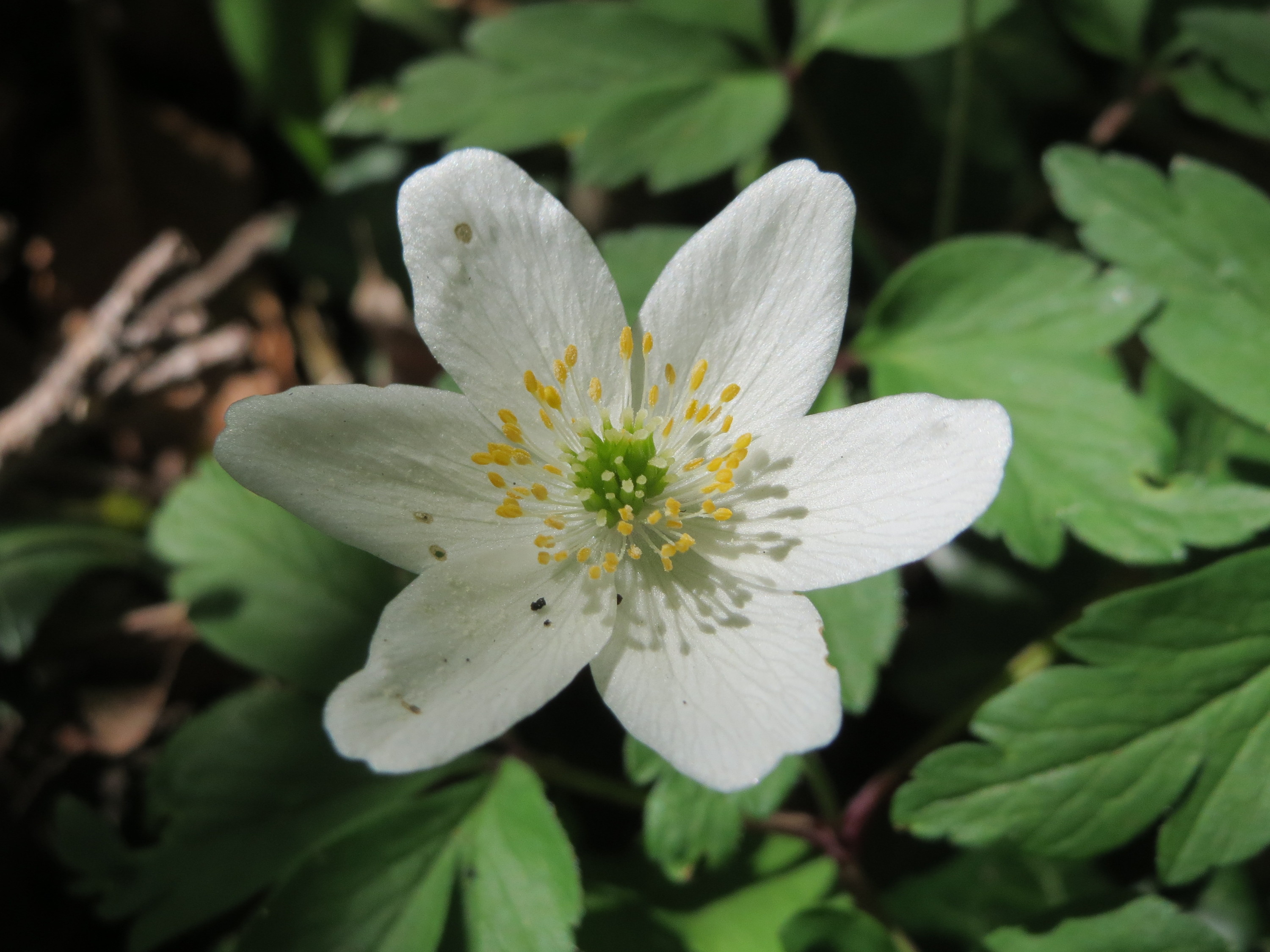
Anemone nemorosa
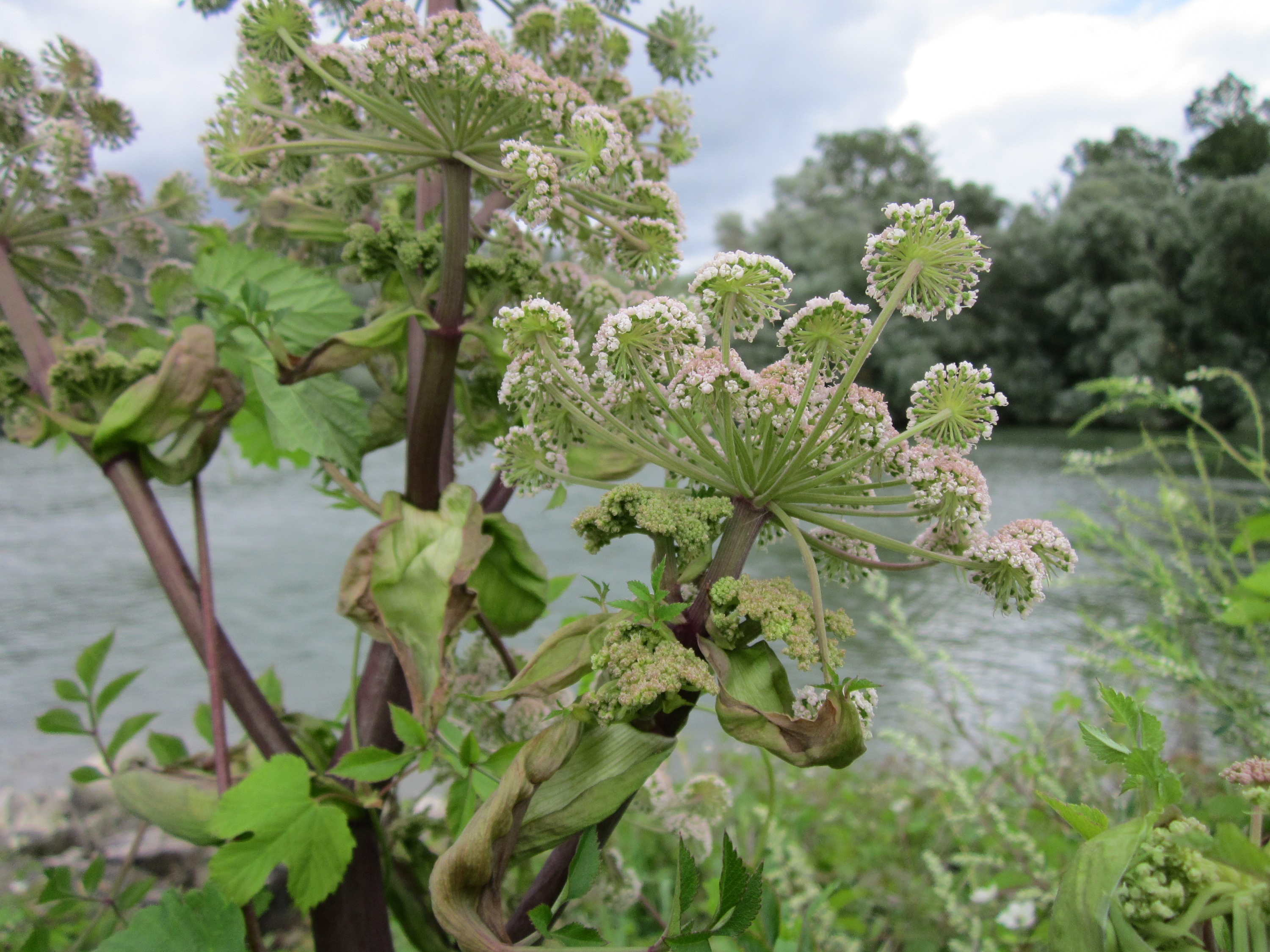
Angelica sylvestris
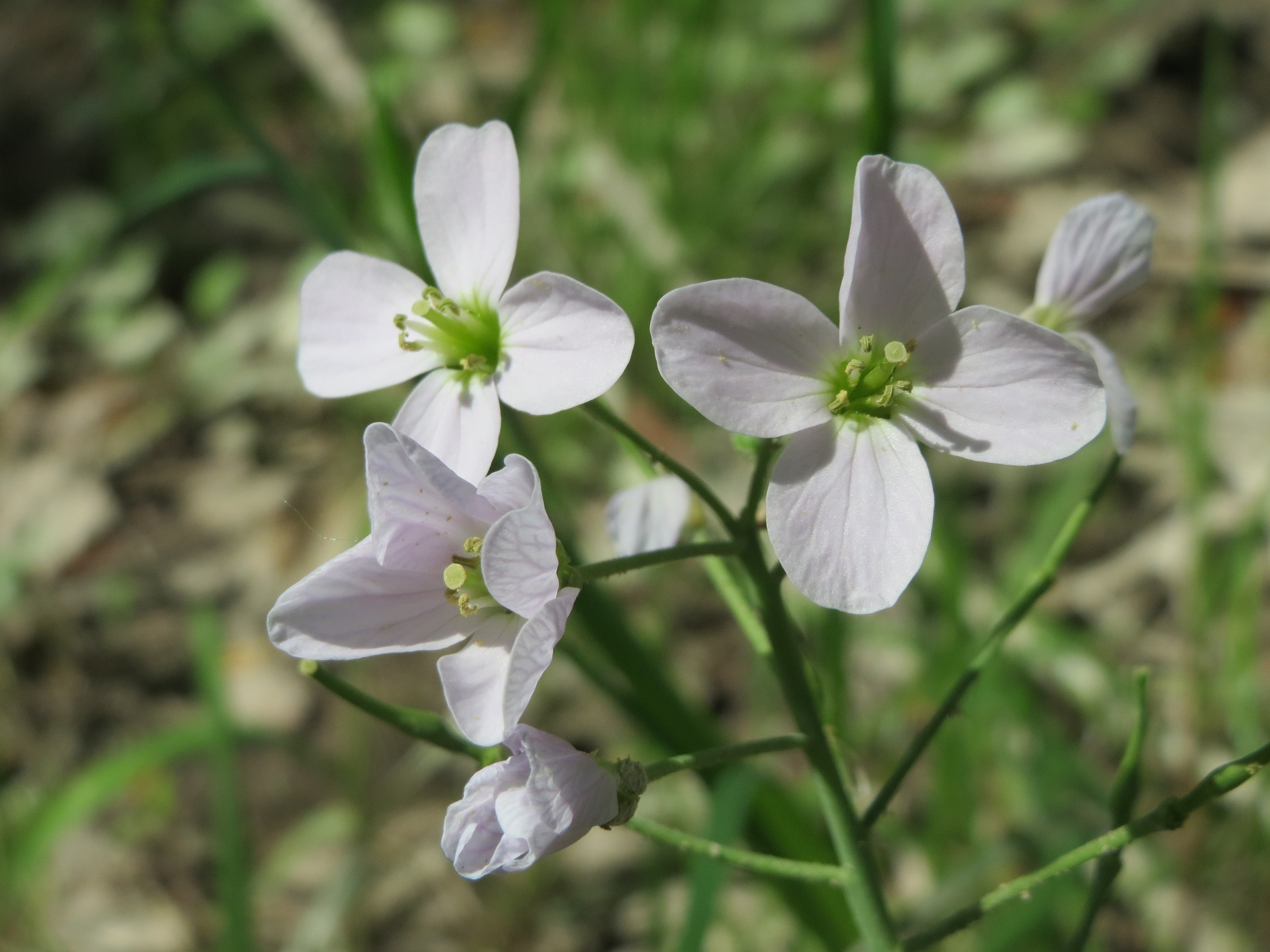
Cardamine pratensis
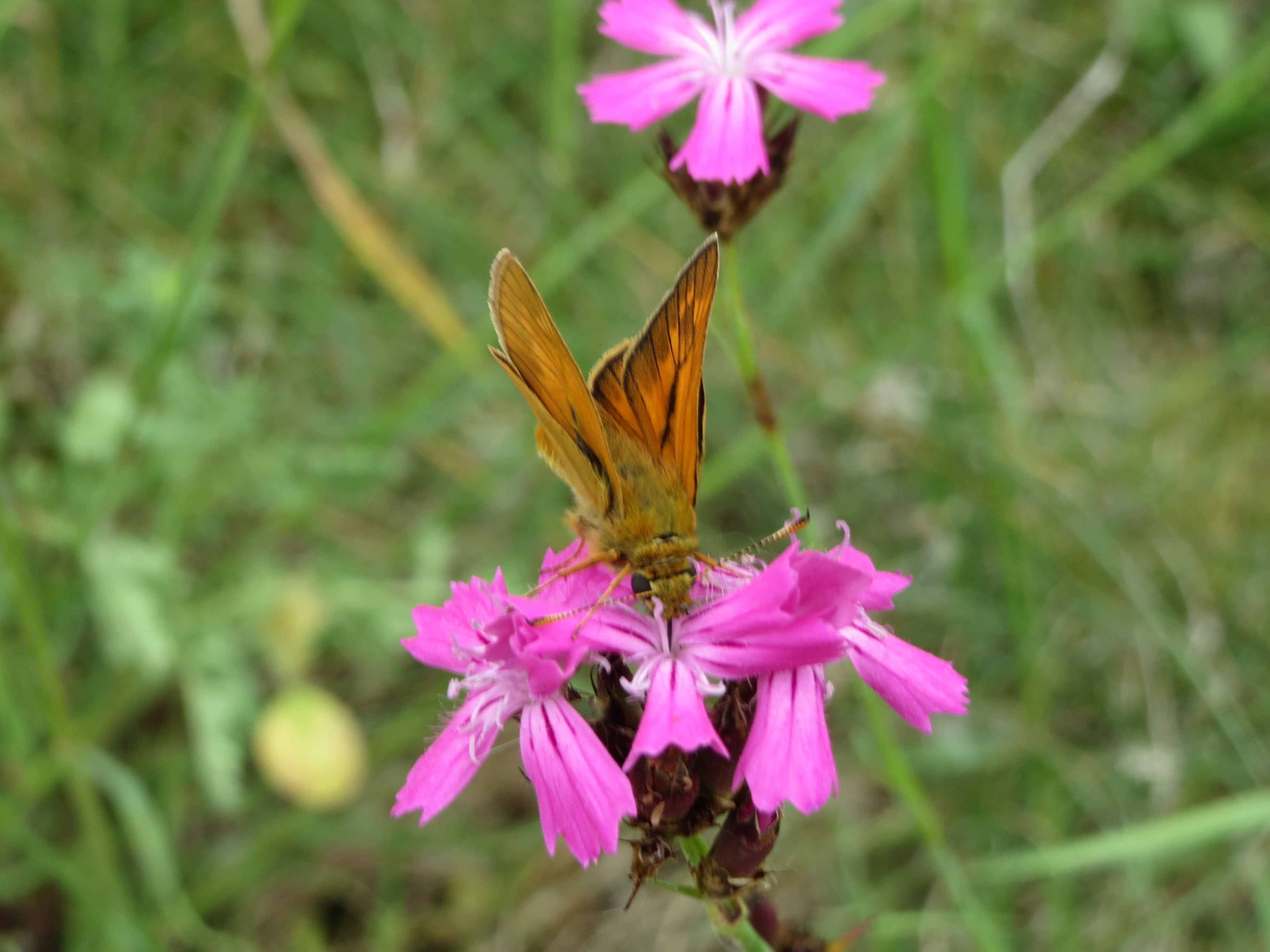
Dianthus carthusianorum
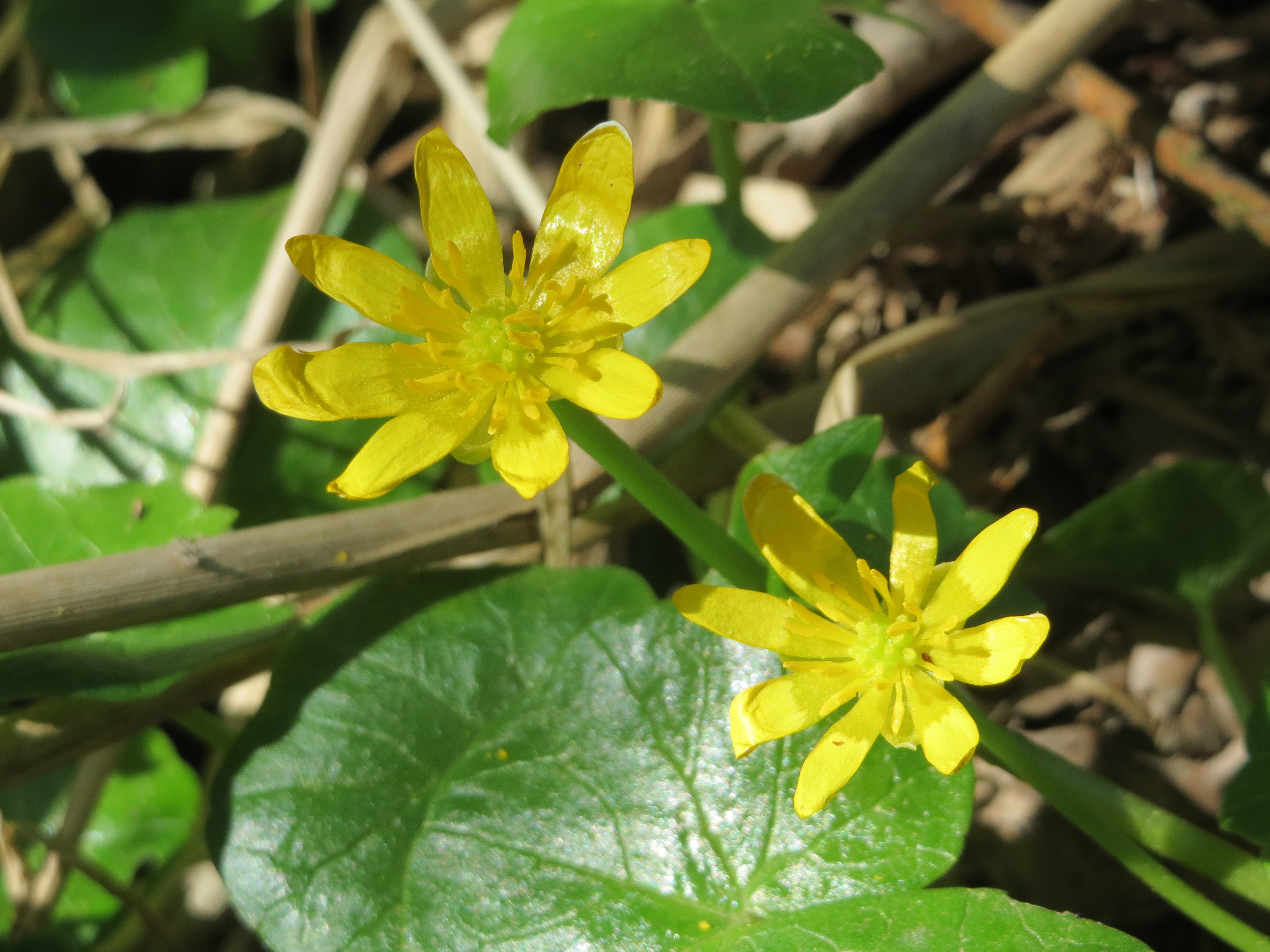
Ficaria verna
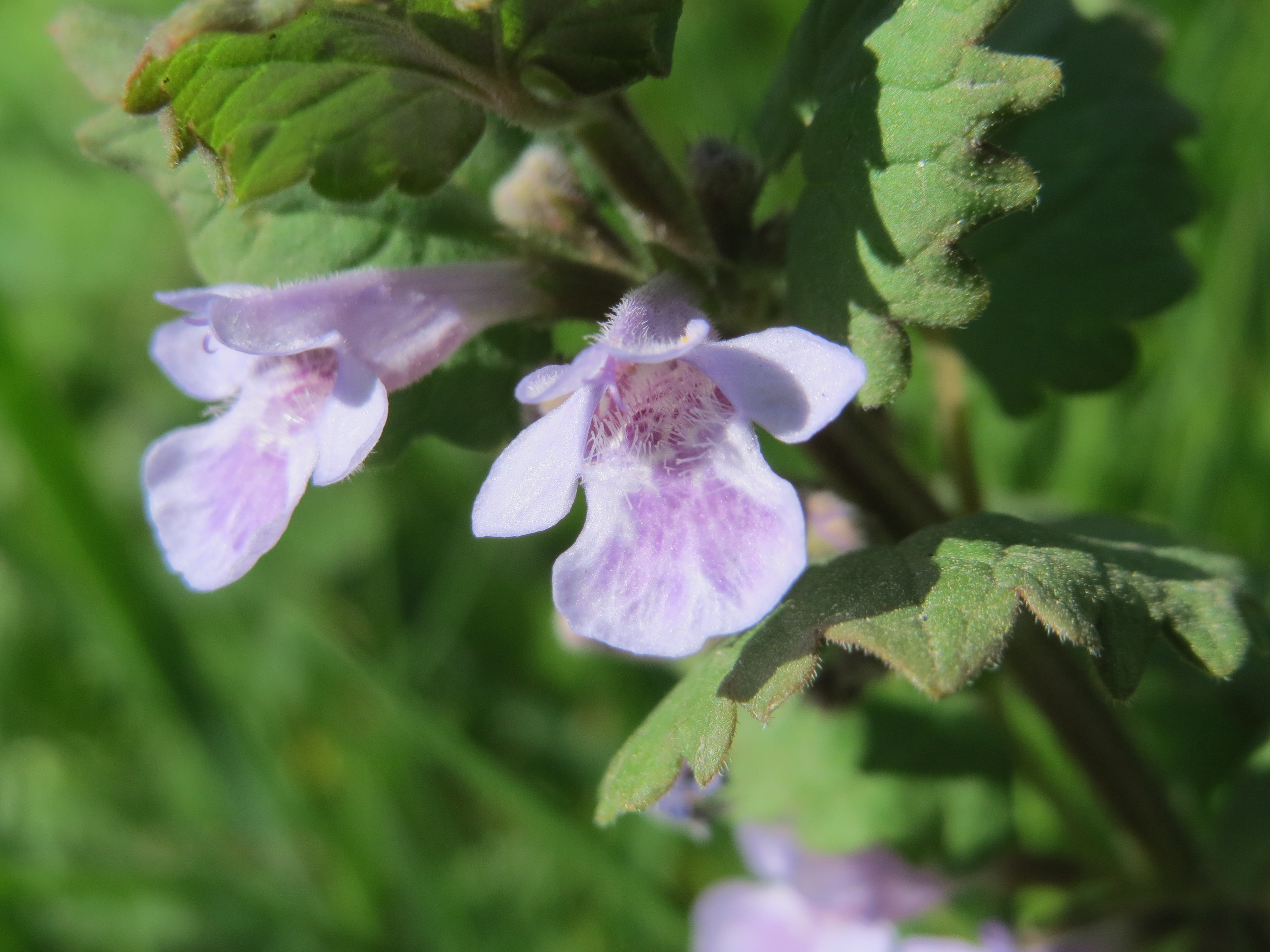
Glechoma hederacea
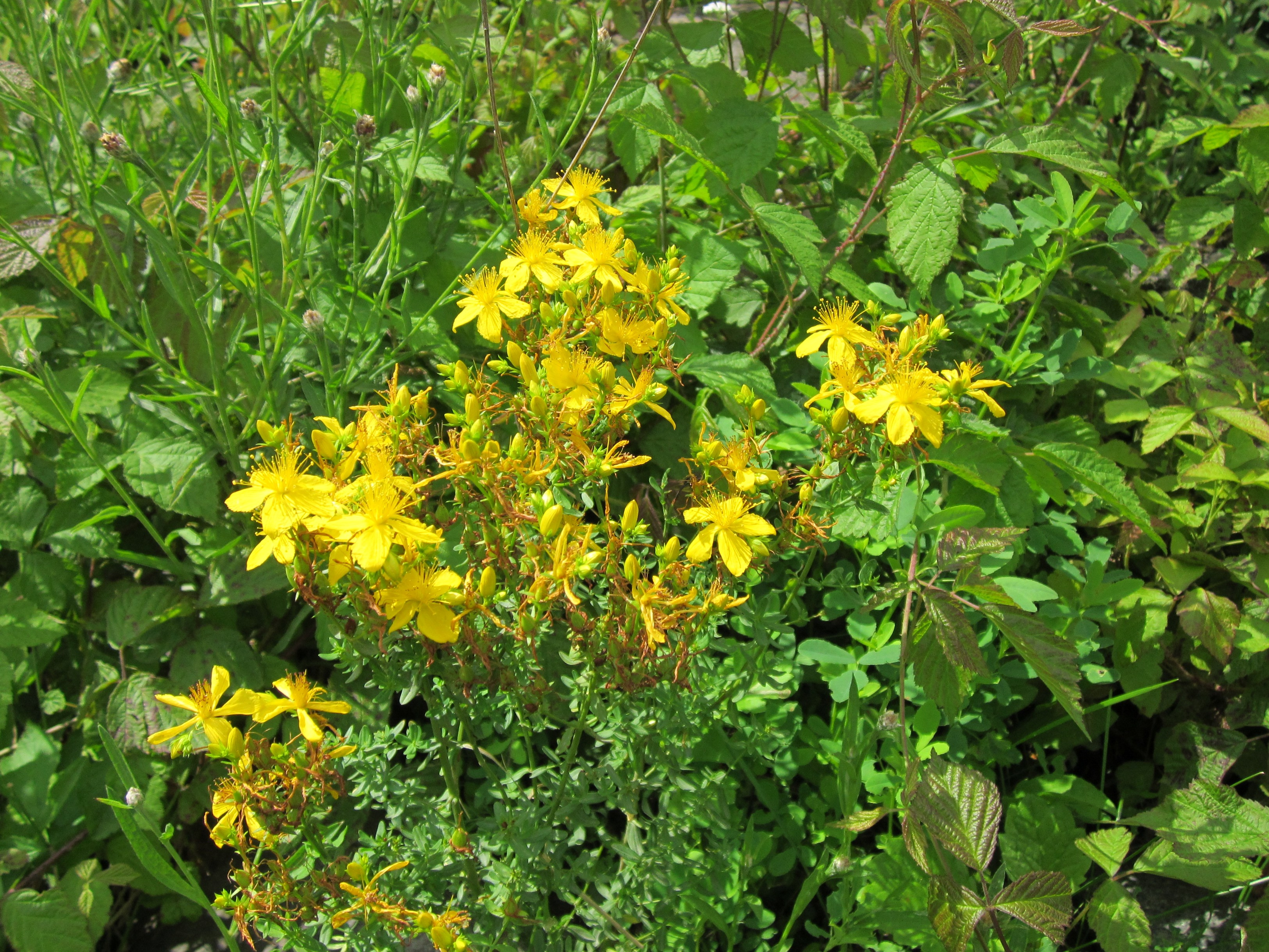
Hypericum perforatum
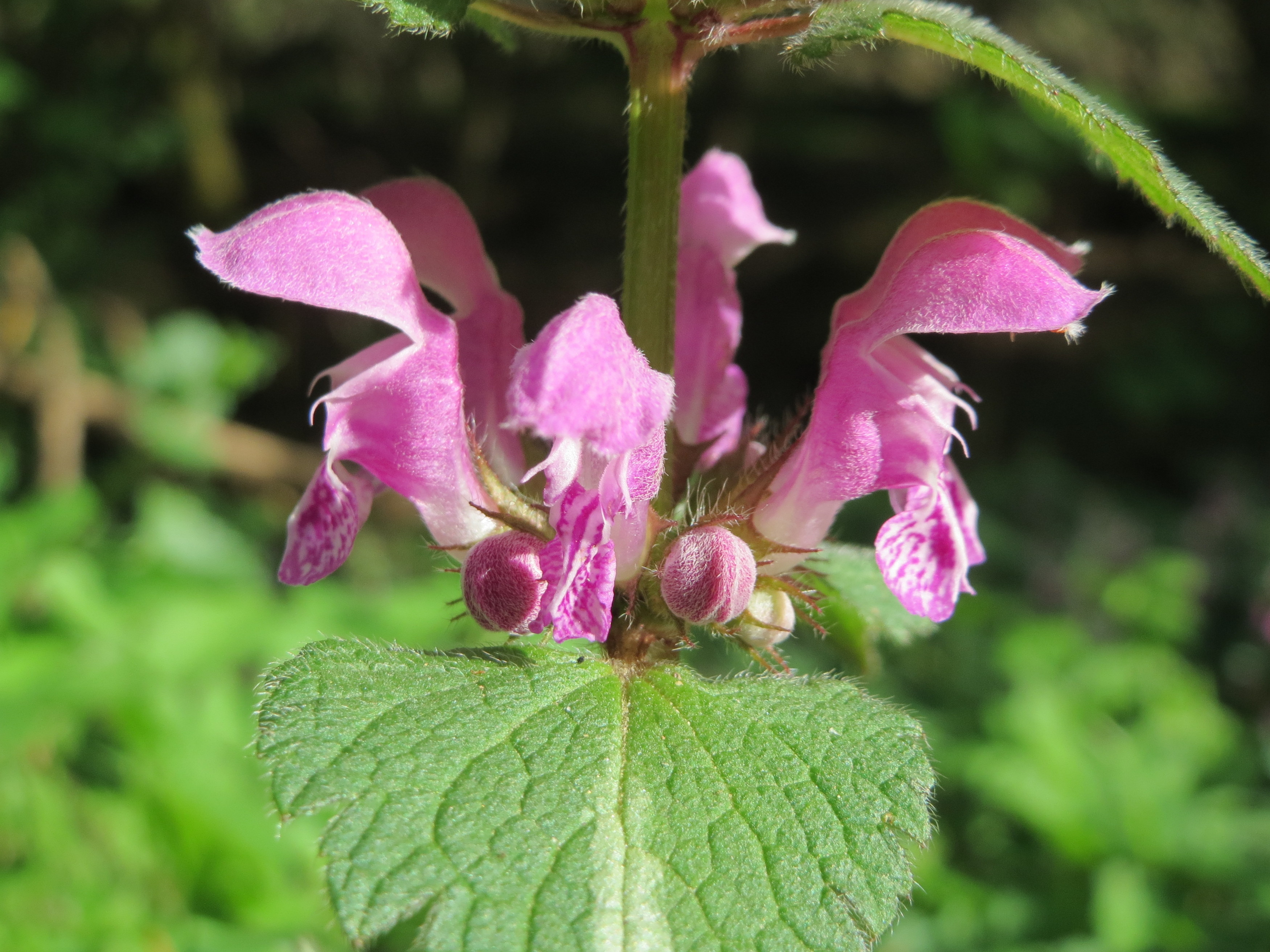
Lamium maculatum
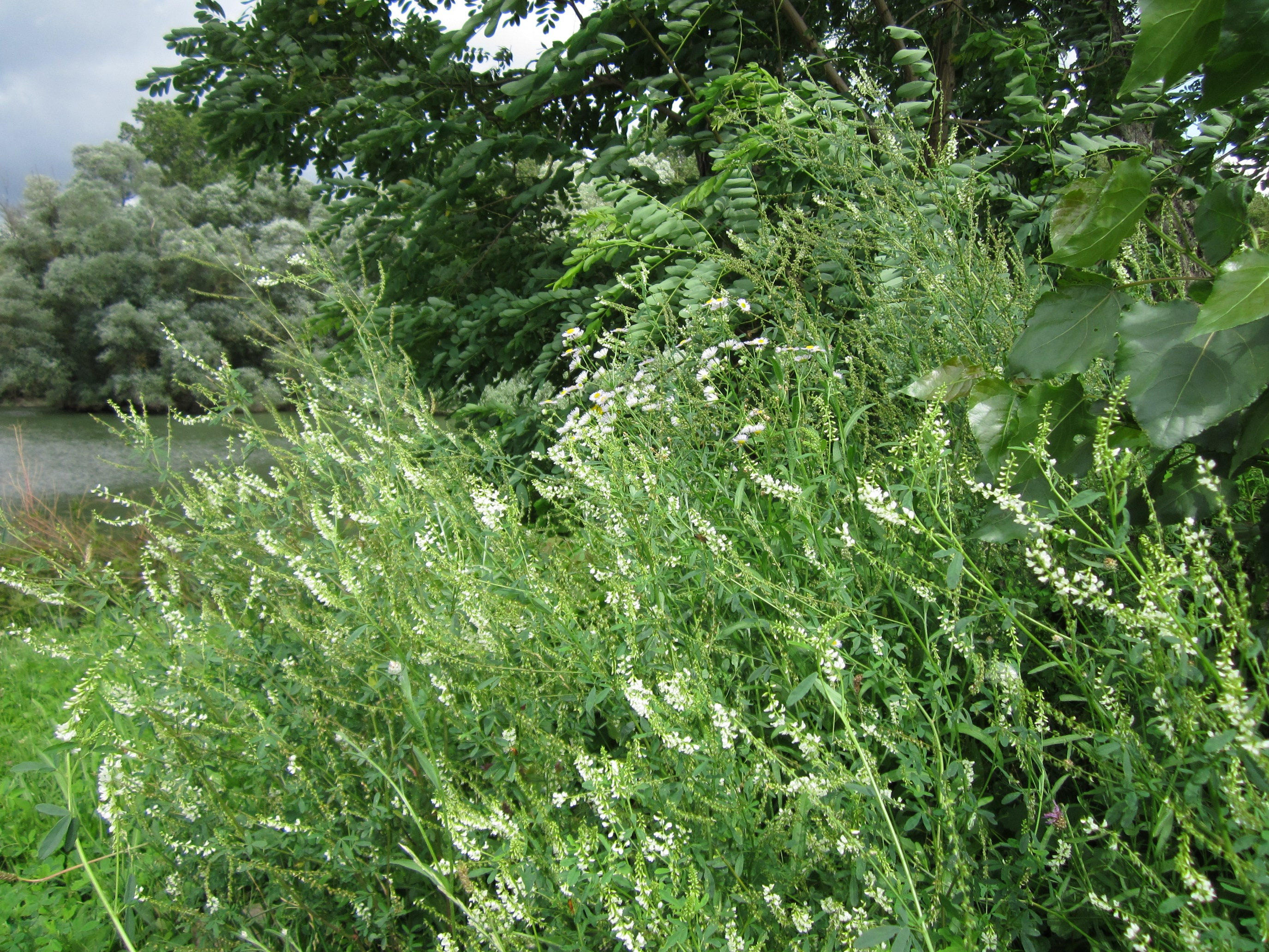
Melilotus albus
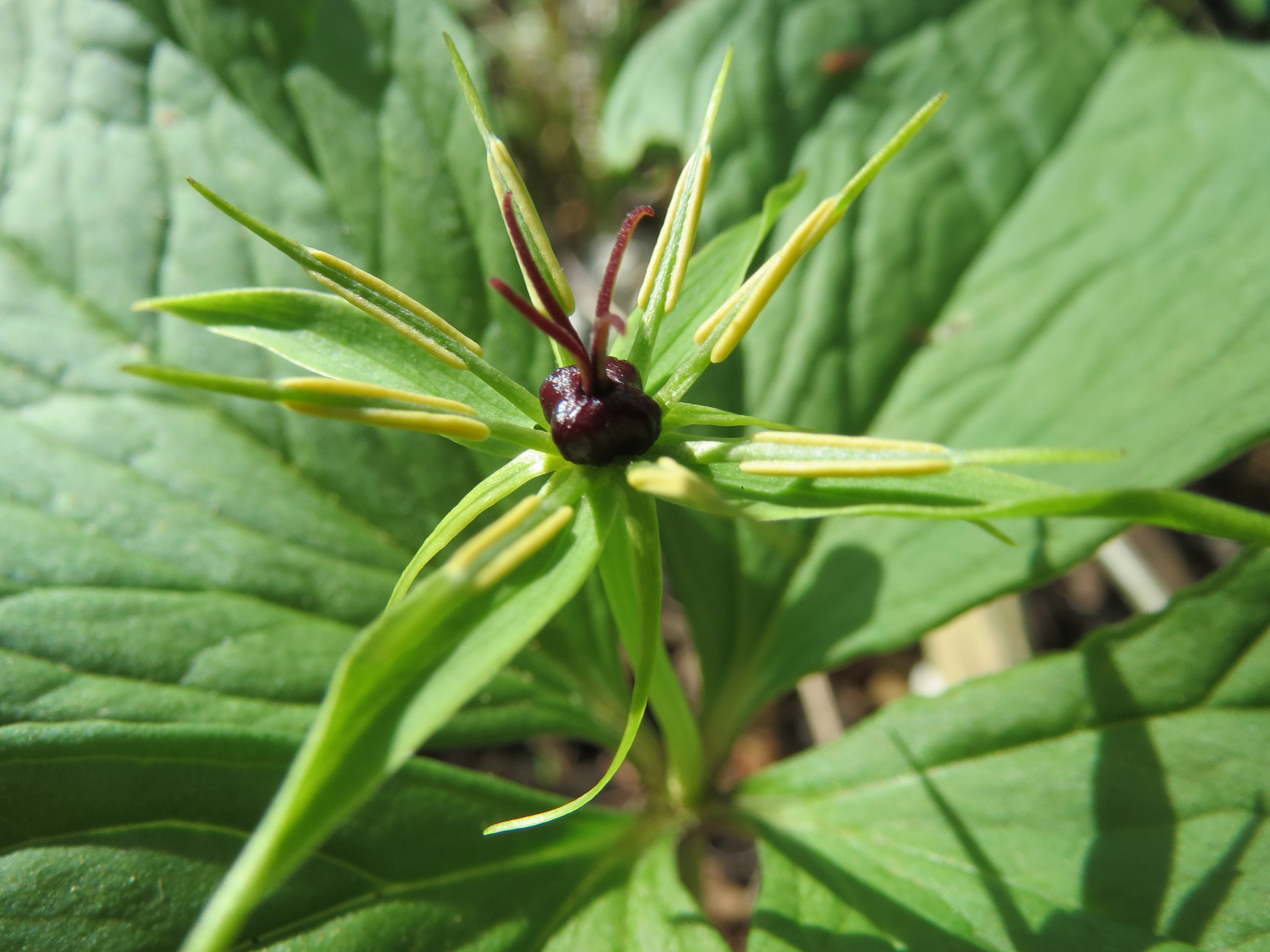
Paris quadrifolia
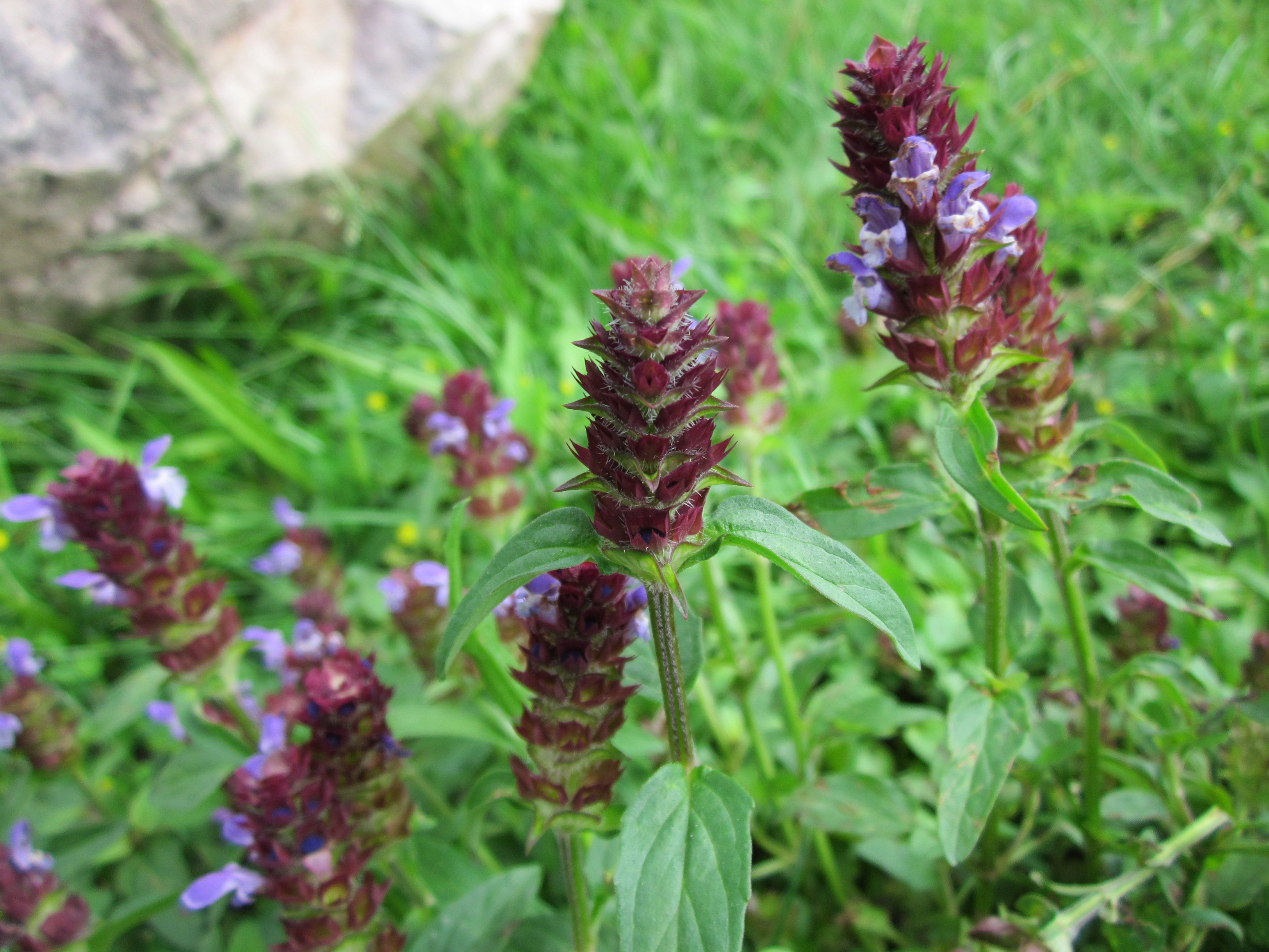
Prunella vulgaris
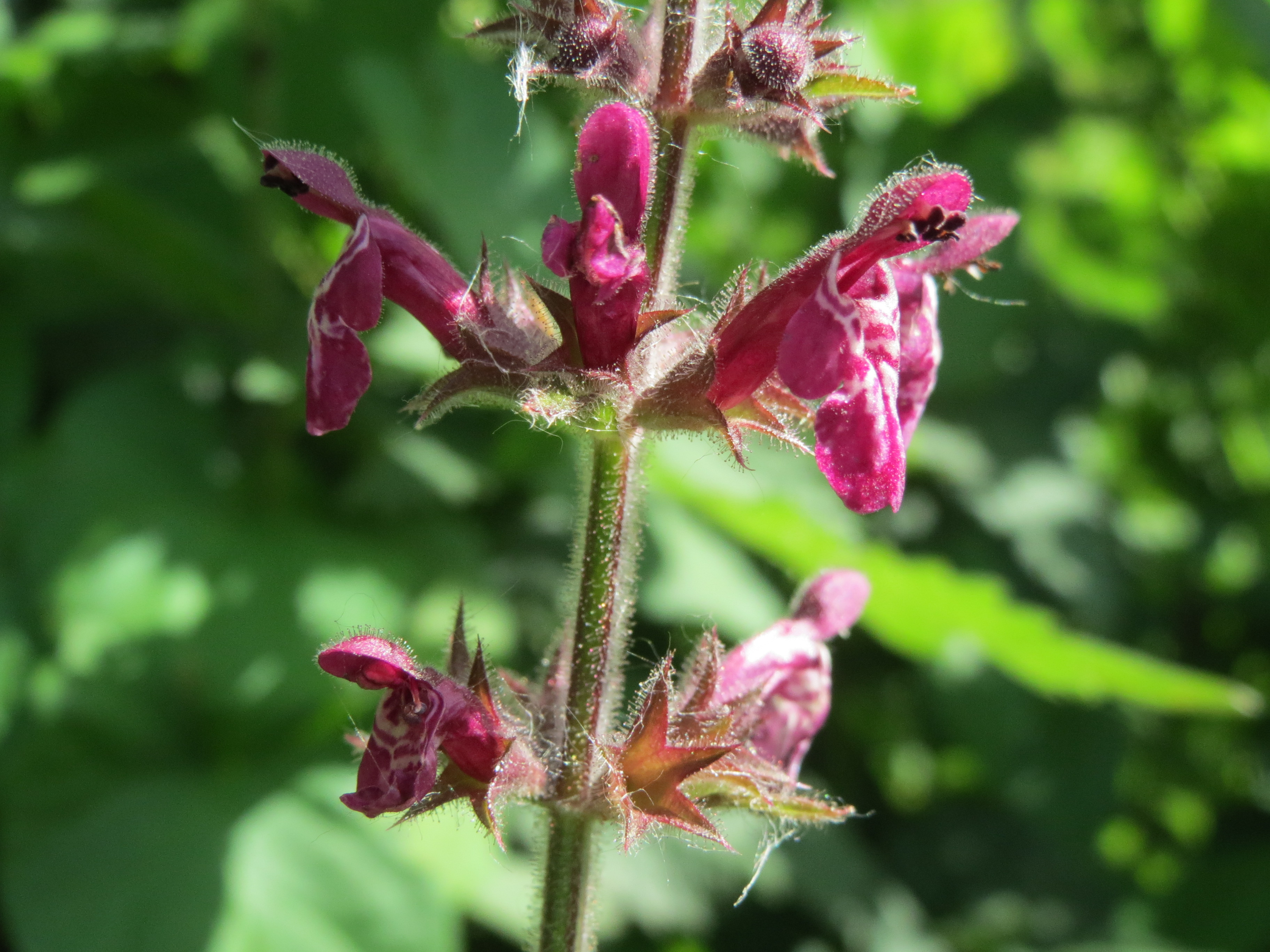
Stachys sylvatica
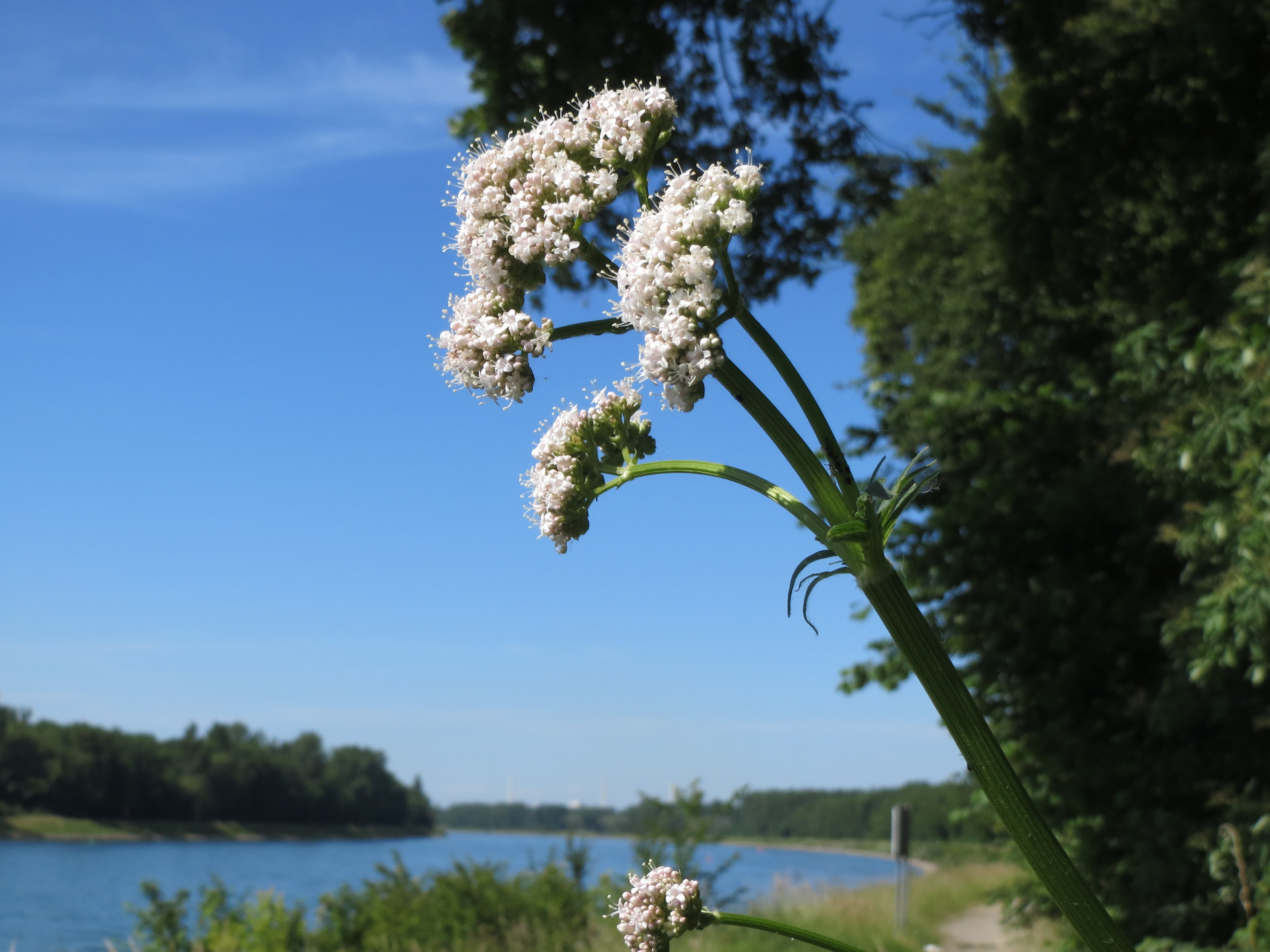
Valeriana pratensis
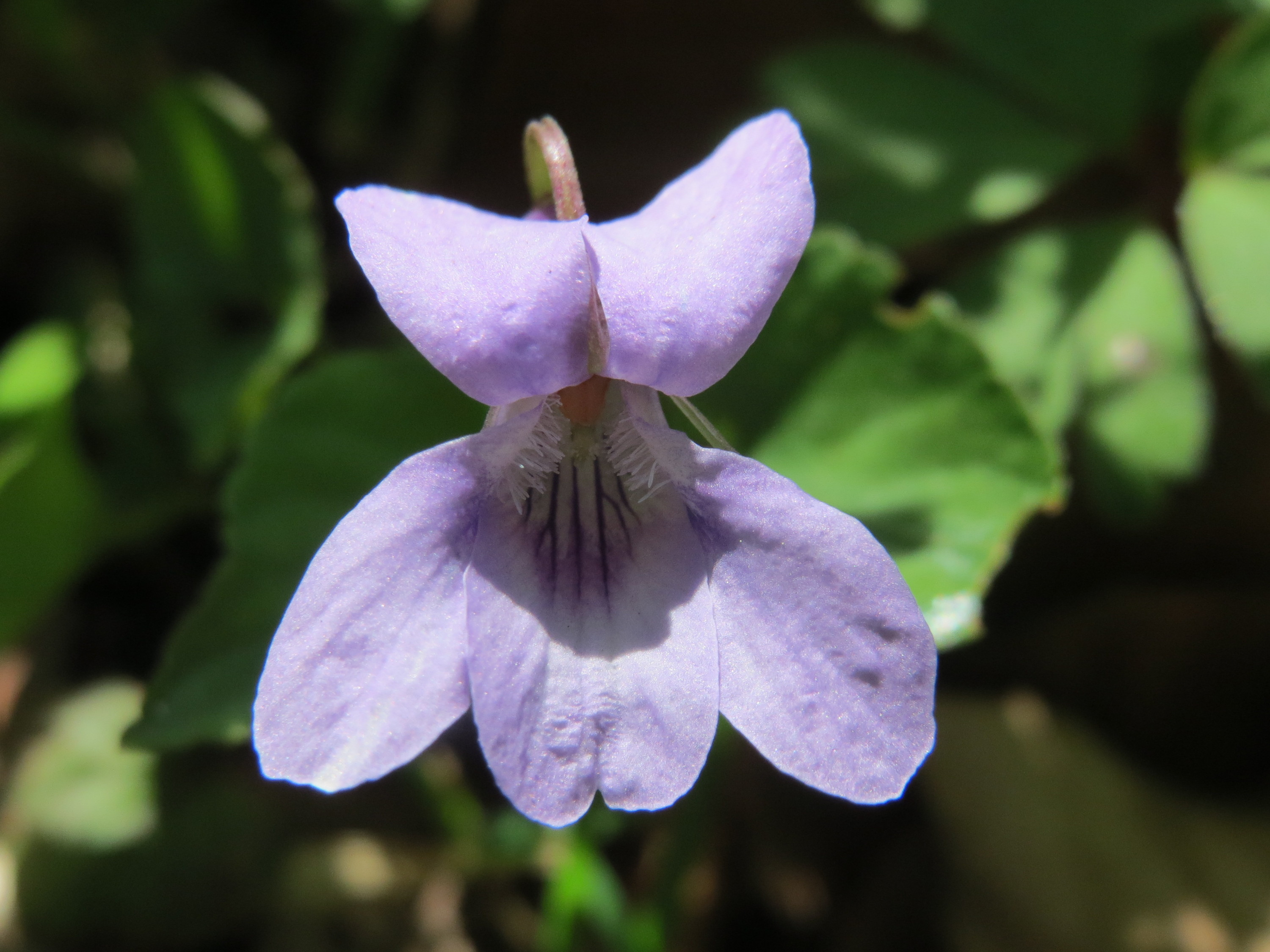
Viola reichenbachiana
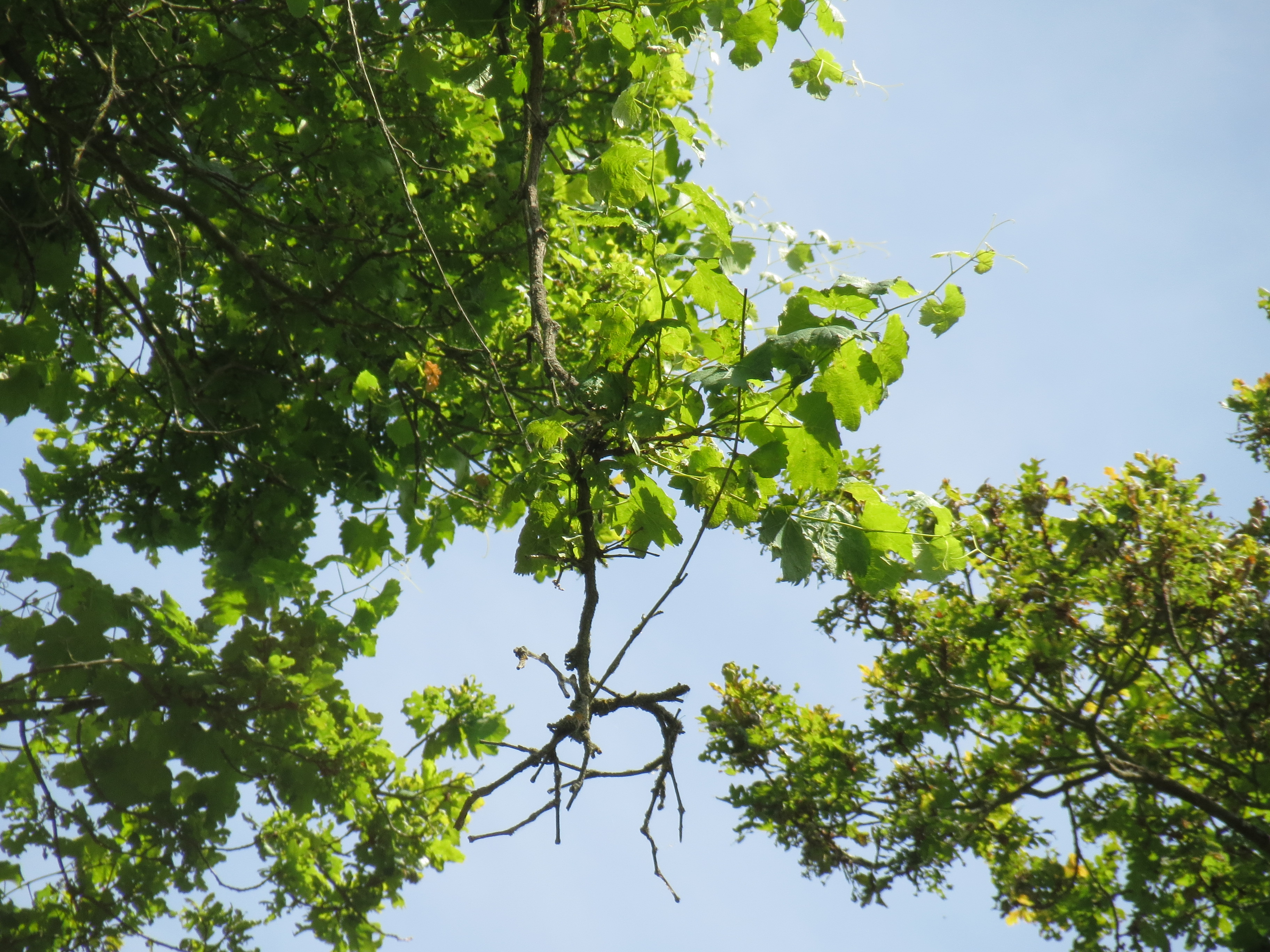
Vitis vinifera subsp. sylvestris